# Ginés Sorroche
Ginés Sorroche Piñero (Lorca, 24 de marzo de 2004) es un futbolista español que juega como centrocampista en el Betis Deportivo de la Segunda Federación.

## Trayectoria
Ginés se empezó a formar en el Lorca Club de Fútbol Base, equipo del que fue traspasado a las categorías inferiores del Real Betis Balompié en el verano de 2020. Dos años más tarde fue ascendido al Betis Deportivo de Segunda Federación, donde sus actuaciones en el centro del campo pronto le llevaron a ser llamado por Manuel Pellegrini para realizar las pretemporadas con el primer equipo y participar en distintas convocatorias en competición oficial.
Su debut llegaría el 15 de febrero de 2024 en el partido de ida del playoff de octavos de final de la Liga Europa Conferencia de la UEFA, disputado en el Benito Villamarín, en el que el Betis se enfrentó al Dinamo Zagreb y cuyo resultado fue una derrota por 0–1 tras un gol de penalti. Sorroche entró en el minuto 86 para sustituir a Aitor Ruibal.

## Clubes
Actualizado al último partido disputado el 03 de agosto de 2025.
| Club                | País   | Año       | Partidos | Goles |
| ------------------- | ------ | --------- | -------- | ----- |
| Betis Deportivo     | España | 2022-act. | 57       | 9     |
| Real Betis Balompié | España | 2024-act. | 1        | 0     |